# Esrum Sø
Esrum Sø är Danmarks näst största sjö. Den ligger i Fredensborg Kommune på Själland 40 kilometer norr om Köpenhamn. Arean är 17,3 kvadratkilometer och den sträcker sig 7,8 kilometer i nord-sydlig riktning, och 4,2 kilometer i öst-västlig riktning. Sjön avvattnas av Esrum Å som mynnar ut i Öresund vid Dronningmølle. 
Esrum Sø ingår i nationalparken Kongernes Nordsjælland och omgivningarna runt sjön är en mosaik av jordbruksmark och naturlig växtlighet. Norra delen gränsar till Fredensborgs slottsträdgård och från Chaluphuset, det tidigare kungliga båthuset, kan man ta en båttur på sjön.

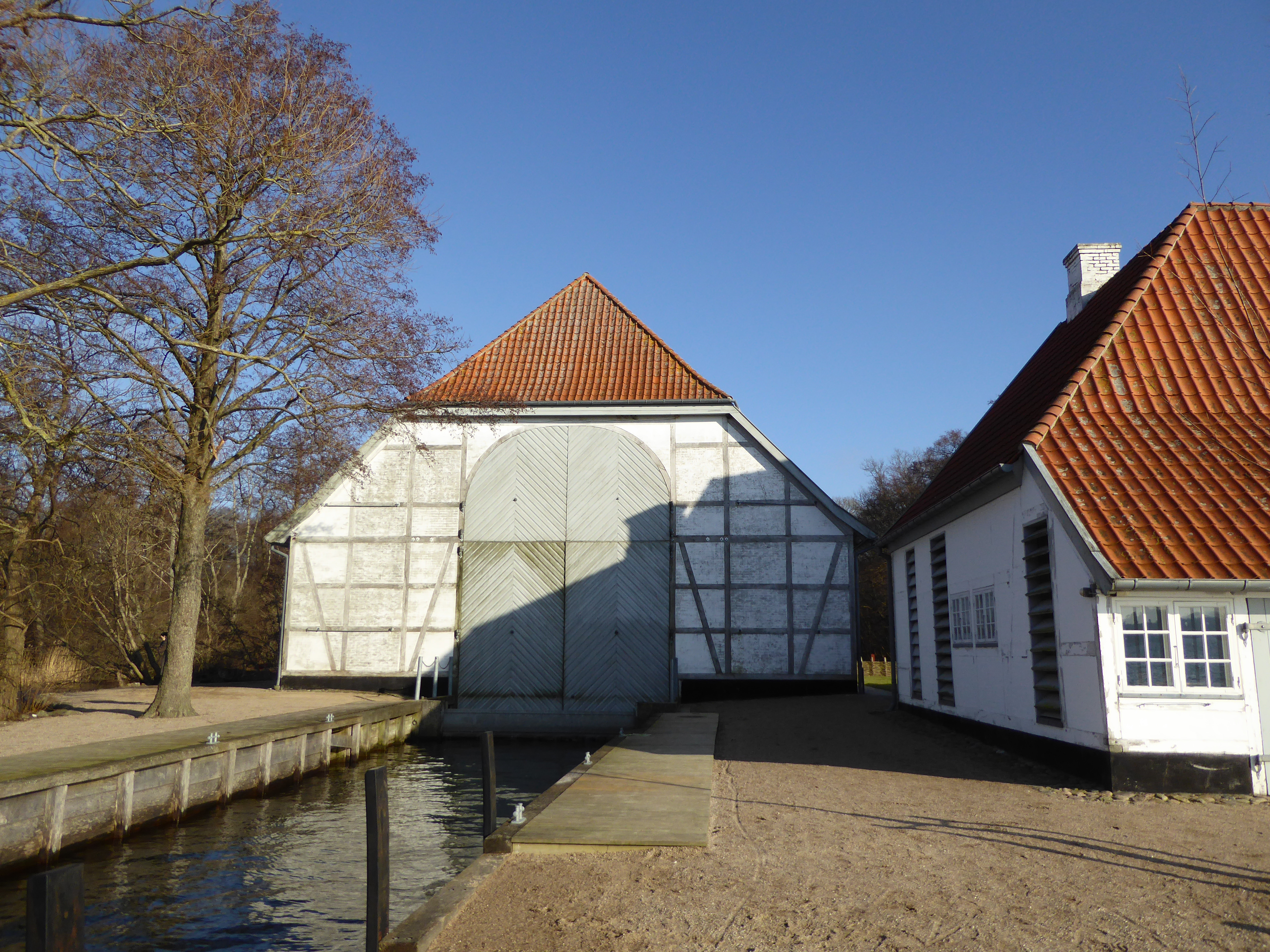
Chaluphuset

Södra delen av sjön är ett fågelskyddsområde med bland annat knipa, sothöna, gräsand, vigg, skäggdopping, knölsvan samt en del skarvar och får inte beträdas.
På den nio kilometer långa Esrum kanal, som grävdes ut i början av 1800-talet, transporterades ved med hästdragna pråmar från Esrum sø till Dronningmølle för vidare transport till Köpenhamn. Pråmtransporterna upphörde när Gribskovbanen öppnade 1880, men rester av kanalen syns fortfarande.